# Circuit Loire-Océan
Le Circuit Loire-Océan est une course cycliste à étapes, organisée de 1948 à 1952 dans la Loire-Atlantique autour de Nantes et du fleuve Loire.

## Palmarès
| Année | Vainqueur      | Deuxième            | Troisième         |
| ----- | -------------- | ------------------- | ----------------- |
| 1948  | Georges Gilles | René Terrot         | Galliano Pividori |
| 1949  | Edgar Hehlen   | René Jean           | Michel Sanchez    |
| 1950  | Jean Bidart    | Henri Kass          | Lucien Véron      |
| 1951  | Laurent Cariou | Jean-Marie Cieleska | Settimo Perin     |
| 1952  | Eugène Guguin  | Jean-Marie Cieleska | François Cabut    |